# Bartolomé Masó
Bartolomé de Jesús Masó Márquez (Yara, Cuba Española, 21 de diciembre de 1830 - Manzanillo, Cuba, 14 de junio de 1907) fue un militar, político, masón y protestante de Baraguá cubano. Fue el último Presidente de la República de Cuba en Armas entre los años 1897 y 1898.

## Orígenes y juventud
Bartolomé Masó, nació en una finca rústica llamada Cerca Pie, en el partido de Yara, más tarde se traslada con sus padres a Manzanillo, la vieja ciudad que mira al mar, nació de un padre catalán -natural de Sitges- y de una madre bayamesa. Recibió educación en el Convento de Santo Domingo. 
De joven puso sus actividades al servicio del comercio, y en sus ratos de ocio cultivaba la literatura: componía versos. En revistas y periódicos de Santiago de Cuba, Manzanillo y Bayamo aparecieron algunas de sus composiciones. 
En 1851, protestó valientemente, en un discurso, contra la ejecución en garrote vil de Narciso López. Por este discurso, siempre estuvo en la mira de las autoridades coloniales.

## Guerra de los Diez Años
Cuando en 1867 comenzaron Carlos Manuel de Céspedes, Aguilera y otros a conspirar, ansiosos de buscarle caminos al destino de Cuba, Masó fue de los primeros en abrazar la causa de la independencia y jurar a ella fidelidad constante. Así, cuando el 10 de octubre creyó llegado el momento, en unión de sus dos hermanos se fue al monte, desplegada la bandera de la rebeldía. Se unió a Céspedes en la Demajagua y asistió al infortunado asalto de Yara. Estuvo en el ataque y toma de Bayamo y en los combates librados en Jiguaní, Báguano, Rejondón, Bermeja y otros. En todas estas acciones dio pruebas inequívocas de valor. 
Poco después de la muerte de Céspedes, fue elegido representante a la Cámara por el Departamento oriental. Mandando las fuerzas de Manzanillo, como general de brigada, lo sorprenden los acontecimientos del Zanjón y aunque capituló en Yara jamás abjuró de la idea de la independencia. 

## Tregua Fecunda
Abandonadas momentáneamente las armas, viajó al extranjero: pero a poco regresó a la patria, al cariño de los suyos, de su familia. En la tarea de reconstruir la hacienda y la casa estaba cuando el movimiento de 1879. Complicado en el nuevo intento, fue reducido a prisión junto con los coroneles Ricardo e Ismael Céspedes. En el Morro de Santiago de Cuba guardó prisión primeramente y luego en el Castillo de Santa Catalina de Puerto Rico, y más tarde en la cárcel de Cádiz, adonde por último lo deportaron. Puesto en libertad, visita Barcelona, viaja por Francia, Inglaterra, Suiza e Italia, regresando a Cuba, a su pueblo natal, donde se dedica a trabajar, y a soñar, y a esperar la hora del honor.

## Guerra Necesaria
El 21 de febrero de 1895 otorgó testamento, y el 24, valeroso, entusiasta, abandona el hogar, y proclama en Bayate la independencia de Cuba: la independencia o la muerte. Fue él quien inició la contienda que preparó Martí; el que sacó a pelear a Amador Guerra, fiero paladín derribado en pleno espigar de gloria; el que en pugna con gran parte del país y en frente de toda España, se mantuvo irreductible. 
En vano pretendieron amedrentarle, en vano trataron de intimidarle, que él había jurado por última vez ya la independencia de su patria. Asume en los primeros momentos el mando de las fuerzas revolucionarias de Oriente, y días después es proclamado General en Jefe del Ejército Libertador, cargo que rescinde a la llegada del General Máximo Gómez. 
Nombrado Jefe del segundo Cuerpo de Ejército de Oriente realiza algunas operaciones, hasta que en septiembre de 1895, la Asamblea de Jimaguayú lo elige Vicepresidente de la República en armas. Dos años más tarde fue elegido Presidente en la Asamblea de La Yaya. En plena revolución, en 1896, compuso Masó la letra de un hermoso himno.

## Últimos años y muerte
Bajo la ocupación estadounidense fue nombrado administrador de Hacienda en Manzanillo y se convirtió en uno de los dos contendientes a presidente de la República. Sin embargo, ante los manejos electorales de la administración que favorecían a su rival Tomás Estrada Palma optó por renunciar y retirarse de la vida pública.
Discrepó de Estrada Palma y lideró la facción opuesta a este en las Elecciones cubanas de 1901.
Falleció en Manzanillo el 14 de junio de 1907. Sus restos reposan en la necrópolis de dicha ciudad.